# Port Eynon
Port Eynon (en anglais) ou Port Einon (en gallois) est un village et une communauté de la cité et comté de Swansea, au pays de Galles.

## Géographie
Port Eynon est situé à 25 km à l'ouest du centre-ville de Swansea, sur le littoral méridional de la péninsule de Gower. La communauté comprend aussi les villages et hameaux de Llandewi (cy), Overton (cy) et Scurlage (cy).

## Démographie
Au recensement de 2011, la communauté de Port Eynon comptait 597 habitants.